# Swedish national biometric association
Swedish National Biometric Association (SNBA) är Nordens första biometriforum. SNBA är en ideell förening som bildades den 1 juli 2004 på initiativ av Karlskrona kommun, Karlskrona Innovation Center, Optimum Biometric Labs AB och Blekinge Tekniska Högskola.
Föreningens ändamål är att stärka den nationella kunskapen om biometri och vara en samlingsplats för kunskapsutbyte angående biometriska nyheter, forskning och kommersiella tillämpningar. Föreningen skall bidra till att minska avståendet mellan biometriindustrin och dess slutanvändare samt verka för att främja tillkomst och nyttjande av internationella standarder. SNBA skapar en mötesplats som är öppen för företag, organisationer, och privatpersoner.